# 大胸新亮麗鯛
大胸新亮麗鯛，為輻鰭魚綱鱸形目隆頭魚亞目慈鯛科的其中一種，分布於非洲剛果民主共和國淡水流域，體長可達14公分，棲息在底中層水域，生活習性不明。

## 擴展閱讀
維基物種上的相關：大胸新亮麗鯛